# Alexandra Szarvas
Alexandra Szarvas (* 7. September 1992) ist eine ehemalige ungarische Fußballspielerin, die zuletzt 2017 für den Schweizer Erstligisten FC Basel spielte.

## Karriere

### Vereine

#### Ungarn
Szarvas begann im Alter von elf Jahren bei Fót Sportegyesület, spielte jeweils zwei Jahre für Gödöllő Goliath DSE und in der Frauenfußball-Abteilung von Ferencváros Budapest. 2007 gelang ihr der Sprung in die erste Mannschaft, für die sie in der Nemzeti Bajnokság, der ersten ungarischen Liga, 22 Mal zum Einsatz kam und ein Tor erzielte. Ihr Profi-Debüt gab sie am 31. Oktober 2007 (4. Spieltag) bei der 2:3-Niederlage im Heimspiel gegen Viktória FC-Szombathely; ihr einziges Tor für den Verein erzielte sie 15. Juni 2008 (26. Spieltag) bei der 1:6-Niederlage im Auswärtsspiel gegen den 1. FC Femina mit dem Treffer zum zwischenzeitlichen 1:1 in der 52. Minute.
2008 wechselte sie zum Ligakonkurrenten Viktória FC-Szombathely, für den sie in drei Spielzeiten 79 Ligaspiele bestritt und 51 Tore erzielte. Für ihren neuen Verein debütierte sie am 17. August 2008 (1. Spieltag) beim 1:0-Sieg im Heimspiel gegen MTK Budapest FC, als sie in der 59. Minute für Eszter Kovács eingewechselt wurde. Ihr erstes von acht Toren in 28 Ligaspielen erzielte sie am 24. August 2008 (3. Spieltag) beim 9:0-Sieg im Auswärtsspiel gegen den PVSK aus Pécs. In der Folgesaison bestritt sie erneut 28 Ligaspiele, erzielte dabei erstaunliche 27 Tore und wusste auch in der Saison 2010/11 mit 16 Toren in 23 Ligaspielen (einschließlich der acht Play-off-Spiele) zu überzeugen.

#### Deutschland
Die in den beiden Spielen des Sechzehntelfinales der UEFA Women’s Champions League 2009/10 gegen den FC Bayern München eingesetzte Szarvas weckte die Aufmerksamkeit des Bundesligisten, der sie im Juli 2011 zu einem einwöchigen Testtraining einlud und mit Saisonbeginn 2011/12 verpflichtete. Am 4. September 2011 (2. Spieltag) debütierte sie für die 2. Mannschaft beim 3:3-Unentschieden im Auswärtsspiel gegen den 1. FFC Frankfurt II. Ihr erstes Tor für die 2. Mannschaft erzielte sie am 27. November 2011 (11. Spieltag) beim 1:1-Unentschieden im Auswärtsspiel gegen die TSG 1899 Hoffenheim II mit dem Führungstreffer in der 13. Minute.
Stürmerin Alexandra Szarvas (19) verlässt den FC Bayern München nach nur einem Jahr. Sie gehörte in dieser Saison regelmäßig zum Kader der Zweiten Mannschaft und konnte vor allem in der Rückrunde wiederholt ihre Torgefahr unter Beweis stellen. Mit acht Treffern belegt sie in der Torschützenliste immerhin den geteilten Platz 15. Alexandra hat sich im Verlauf der Saison gut in die Mannschaft integriert und trug mit ihren Toren wesentlich zum Klassenerhalt bei. Im Sommer 2012 schloss sie sich dem Bundesligaaufsteiger VfL Sindelfingen an. Ihr erster Einsatz für Sindelfingen am 9. September 2012 (2. Spieltag) bei der 0:4-Niederlage beim FSV Gütersloh 2009 war auch ihr erster in der Bundesliga. Mit dem 3:2-Siegtreffer in der 84. Minute am 30. September 2012 (4. Spieltag) im Heimspiel gegen den SC Freiburg erzielte sie ihr erstes Bundesligator. Am 12. Mai 2013 wurde sie im letzten Bundesliga-Spiel vom VfL Sindelfingen verabschiedet und verließ den Verein.

#### Schweiz
Im Juli 2013 schloss sich Szarvas dem Schweizer Nationalligisten SC Kriens an. Sie debütierte am 6. August 2013 (1. Spieltag) beim 1:1-Unentschieden im Heimspiel gegen den FC Yverdon Féminin an der Seite ihrer ehemaligen Münchner Spielerinnen Nicole Banecki und Sarah Puntigam. Ihr erstes Tor erzielte sie am 20. August 2013 (4. Spieltag) beim 5:1-Sieg im Auswärtsspiel gegen den Grasshopper Club Zürich mit dem Treffer zum zwischenzeitlichen 2:0 in der 32. Minute.
Zur Saison 2014/15 wechselt sie zum Ligakonkurrenten FC Basel, für den sie am 24. August 2014 (5. Spieltag) – beim 4:0-Sieg im Heimspiel gegen den Grasshopper Club Zürich mit Einwechslung für Samira Susuri in der 57. Minute – debütierte. Ihr erstes Ligator erzielte sie am 2. November 2014 (11. Spieltag) beim 3:1-Sieg im Auswärtsspiel gegen die Frauenfußballabteilung des BSC Young Boys mit dem Treffer zum zwischenzeitlichen 1:1 in der 49. Minute. Nach drei Saisonen, in denen sie insgesamt 57 Punktspiele bestritt und 22 Tore erzielte, beendete sie ihre Spielerkarriere; seit 2020 ist sie Co-Trainerin der Schweizer U17-Nationalmannschaft.

### Nationalmannschaft
Szarvas debütierte im Nationaltrikot am 20. Oktober 2007, als sie mit der U17-Nationalmannschaft in der 1. Qualifikationsrunde, Gruppe 8 zur Europameisterschaft 2008 mit 6:0 über die U17-Nationalmannschaft Kroatiens erfolgreich war.
Am 11. April 2009 kam sie bei der 0:6-Niederlage gegen die U17-Nationalmannschaft Deutschlands in Sopron zum Einsatz.
Für die U19-Nationalmannschaft bestritt sie drei Länderspiele; erstmals am 11. September 2010 beim 7:0-Sieg über die U19-Nationalmannschaft Lettlands, letztmals am 16. September 2010 bei der 0:7-Niederlage gegen die U19-Nationalmannschaft Österreichs im Rahmen der Qualifikation für die Europameisterschaft 2011 in Italien.
Am 26. November 2010 debütierte sie, in der 81. Spielminute für Anita Pádár eingewechselt, in der A-Nationalmannschaft, die in Győr mit 3:4 der Nationalmannschaft Tschechiens unterlag. Ihren letzten Einsatz im Nationaltrikot hatte sie am 5. April 2017 beim 2:2-Unentschieden im Freundschaftsspiel gegen die Nationalmannschaft Sloweniens mit Einwechslung für Loretta Németh in der 46. Minute.

## Erfolge
- DFB-Pokal-Sieger 2012 (ohne Einsatz)
- Ungarischer Meister 2009
- Ungarischer Pokalsieger 2009 und 2011